# Яковина Іван Вікторович
Іван Вікторович Якови́на (нар. 13 грудня 1979, Москва) — російський та український журналіст-міжнародник, політичний оглядач та блогер.

## Життєпис
Народився в районі Сокольники в Москві, жив там до трьох років. Має українське коріння, оскільки його предки походять з міста Самбір на Львівщині. З батьками часто переїжджав з міста в місто, проживав у Підмосков'ї, Кишиневі, Санкт-Петербурзі. Навчався в одинадцятьох школах. Громадянство Росії отримав шляхом натуралізації в 1990-ті роки (оскільки станом на 1991 рік був особою без громадянства).
Закінчив Московський лінгвістичний університет, отримавши спеціалізацію арабіста.
До 2010 року проживав у місті Апрелєвка Наро-Фомінського району Московської області та працював у російському видавничому домі «Коммерсантъ», котрий мав свою філію в Києві — фірму «Коммерсант-Україна».
Починаючи з 2010 року, працював у Києві, де писав для сайту «Лента.ру». Після рейдерського захоплення видання у 2014 переїхав до України. Мешкав у Києві та Львові.
Одружений. Його батько, який є етнічним українцем, проживає в Молдові, а мати, яка є росіянкою, проживає в Росії.

## Журналістська діяльність
До 2014 року Іван працював у російському інтернет-виданні «Лента.ру».
Наразі Іван є журналістом і політичним оглядачем журналу «Новое время», що видається в Києві. Він також є колумністом радіо «Аристократи» і автором та ведучим програми «Безумный мир» на телеканалі «24» та програми «Світогляд» Радіо «НВ». У серпні 2020 Іван перейшов з «24 каналу» на «Україна 24», де вів програму «Світогляд сьогодні». У 2021 Іван припинив свою діяльність як ведучий на каналі Україна 24, але продовжує працювати як міжнародний оглядач на радіо «НВ».
Основна тематика зацікавлення Івана — це російсько-українська війна, але він також приділяє увагу і міжнародній політиці, особливо політиці США.